# La Table verte
Le Table verte (in tedesco Der Grüne Tisch) è un balletto di Kurt Jooss rappresentato per la prima volta a Parigi il 3 luglio 1932, al Théâtre des Champs-Élysées, nel quadro del «Concours international de chorégraphie en souvenir de Jean Börlin» organizzato Rolf de Maré, direttore degli Archives internationales de la danse.

## Storia
Sotto titolo « danse macabre en 8 tableaux et 16 danseurs », l'opera è premonitrice dell'avvento del nazismo e della nascita del Terzo Reich. Figurarazione coreografica dei preparativi e delle atrocità della guerra, Le Table verte è il primo balletto su un tema politico portato sulle scene. Jooss decise di trasferirsi in Gran Bretagna l'anno seguente, per scampare alle persecuzioni dei nazisti che avevano preso il potere in Germania.

## Trama
Intorno a un tavolo verde, dieci uomini discutono con atteggiamenti da marionetta delle loro rispettive prerogative e finiscono per scatenare la guerra con un colpo di pistola. La Morte diventa la figura centrale e inghiotte le sue vittime una dopo l'altra, eccetto un trafficante arricchito. Finalmente, il negoziato riprende intorno al tavolo, annunciando una prossima guerra, come una nuova mano di un gioco fra potenti.
Il Tavolo verde è un balletto emblematico, rappresentato anche nel XXI secolo da parecchie compagnie alle quali gli eredi di Jooss hanno ceduto i diritti.